# Unión Molinense Club de Fútbol
El Unión Molinense Club de Fútbol es un equipo de fútbol con sede en Molina de Segura, Región de Murcia. Refundado en 2009 bajo el nombre de C. F. Molina para continuar el sentimiento del C.D Molinense federado en 1971. El equipo juega en el grupo XIII de 3ª RFEF. Su casa es el Estadio Municipal Sánchez Cánovas .

## Historia
El fútbol en Molina de Segura sufrió muchas idas y venidas hasta que en 1971 se federa el Club Deportivo Molinense. Este club ya había competido bajo el mismo nombre y escudo décadas antes. En los años 70' pasó a la historia del fútbol regional por ostentar el record de partidos oficiales sin perder. El equipo de Molina de Segura se mantuvo imbatido durante 64 encuentros consecutivos, entre octubre de 1973 y mayo de 1975. Durante estas dos temporadas, el Molinense logró sendos ascensos consecutivos, de Segunda a Primera Regional y, de esta categoría, a Regional Preferente. 
Uno de los mayores artífices de esta racha fue ''Joaquín Sánchez Rex'', Presidente del club, quien no escatimó esfuerzos para confeccionar una plantilla de calidad, cimentada en futbolistas nacidos en Molina de Segura. Los excelentes resultados atrajeron a un gran número de aficionados que siguieron fielmente al equipo por todos los campos de la geografía murciana.
En 1980 el equipo sube a la recién renovada tercera división y en 1982 se queda 8°, su mejor puesto hasta entonces. En la temporada 83/84 acaba descendiendo de categoría. 
Ya en 1987 los problemas económicos hacen que el club quede inactivo.
Tras varios años sin actividad, en 1994 el club vuelve a competir. Empieza a jugar en la Territorial Preferente, y tras 5 años en la categoría consigue el ascenso a Tercera división española en 1999. 
Esa campaña 99/00 vuele a reperir la 8ª posición que hasta la fecha había sido su mejor clasificación. 
Se mantiene en la categoría durante 8 años, hasta su descenso en 2007. En su primera temporada de vuelta a la Preferente finaliza 7.º, aquella temporada ascendieron los seis primeros clasificados. La siguiente campaña, el equipo acaba en los puestos bajos de la tabla. Finalmente, en 2009, de nuevo los problemas económicos terminan por provocar que el equipo deje de competir. Ese mismo verano resurge con el nombre de Club de Fútbol Molina, con gran parte de la directiva que había llevado el proyecto anterior.
El 9 de mayo de 2010 logra el objetivo de ascender a tercera división al ganar 4-0 en casa al Progreso.
En la campaña 2012/13 el equipo se queda 8°, empatando una vez más la mejor posición que el club de Molina había logrado en Tercera división.
Tras varios años en Tercera el equipo desciende a Preferente en 2015.
En 2021 el club pasó a denominarse Club de Fútbol Molina San Miguel, tras establecer una sociedad con la Escuela de Fútbol San Miguel ;  este último club se convirtió en su cantera.
El 30 de julio de 2021 se hizo oficial el cambio de nombre a Unión Molinense Club de Fútbol . De esta manera se recuperó la palabra "Molinense" para el club que representa a la ciudad. En junio de 2022, el club adquirió la plaza del Archena Sport FC en 3.ª RFEF y comenzó a jugar en dicha categoría;   su lugar en la Preferente Autonómica fue para su nuevo filial.
En 2023 el equipo por primera vez superó el 8° puesto en el grupo XIII de tercera división, consiguiendo la 7ª plaza.
En la temporada 2024/25, el club consiguió por primera vez en la historia meterse en los play off de ascenso a 2ª RFEF, algo único para el fútbol de Molina de Segura, aunque fue eliminado por el Santomera después de empatar a domicilio 0-0 y perder en casa 1-2. Para esa ocasión tan especial se diseñó una camiseta conmemorativa y se vendió en los aledaños del estadio.

## Himno
El Himno Oficial del Unión Molinense es una composición musical creada e interpretada por el cantautor Fran Triguero, con producción a cargo de Miguel Linde. Este himno tiene como objetivo reflejar la identidad y los valores del club, así como fortalecer el sentido de pertenencia entre sus seguidores. La letra y la música destacan por su carácter enérgico y emotivo, conmemorando la historia y el sentimiento Molinense. Desde su lanzamiento, el himno se ha utilizado en eventos oficiales y partidos del equipo, consolidándose como un elemento representativo del club.
LETRA:
Ese blanco inmaculado que ilumina
Con la fuerza de un destello de infinito resplandor
Es la luz del sol que brilla y se refleja en tu afición
Molinense, Molinense, ¡Campeón!
Herederos de una historia inquebrantable
Mil batallas en el campo que atestiguan tu tesón
Y tu espíritu de lucha imborrable
Molinense, Molinense, ¡Campeón!
En Molina de Segura nuestra tierra y nuestro hogar
Gritan nuestros corazones al cantar
Ganar y luchar con el alma hasta el pitido final
Partido a partido, rival a rival
En cada jornada Quererte hasta la muerte
Vibrar en cada victoria y poder respirar
La magia en las gradas y el futbol total.
Que gane mi equipo Hoy vengo a animar
a mi Molinense
Molinense, Molinense, Molinense.
Emoción en cada grito de esperanza
Erizándose la piel en el descuento
Cuando escucho al Sánchez Cánovas ardiendo
Molinense, Molinense, ¡Campeón!
Dicen que de desde la unión brota la fuerza
Y las cenizas que resurgen como el fénix
El legado de un escudo cargado de grandeza.
Molinense, Molinense, ¡Campeón!
Ganar y luchar con el alma hasta el pitido final
Partido a partido, rival a rival
En cada jornada Quererte hasta la muerte
Vibrar en cada victoria y poder respirar
La magia en las gradas y el futbol total.
Que gane mi equipo
Hoy vengo a animar a mi Molinense
Molinense, Molinense, Molinense.
Lo Lo Lo Lo (Coros)
Molinense, Molinense, ¡Campeón!
Unión Molinense ¡Campeón!

## Historial de Temporadas recientes
| Temporada | Nivel | División   | Posición |
| --------- | ----- | ---------- | -------- |
| 2017-18   | 6     | 1.ª Aut.   | 10.º     |
| 2018-19   | 6     | 1.ª Aut.   | 1.er     |
| 2019-20   | 5     | Pref. Aut. | 14       |
| 2020-21   | 5     | Pref. Aut. | 5.º      |
| 2021-22   | 6     | Pref. Aut. | 5.º      |
| 2022-23   | 5     | 3.ª Fed.   | 6.º      |
| 2023-24   | 5     | 3.ª Fed.   | 7.º      |
| 2024-25   | 5     | 3.ª Fed.   | 3.°      |